# Hostigador

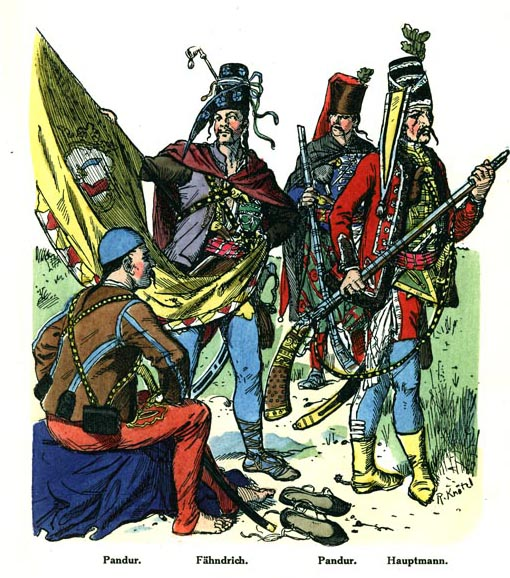
Panduros croatas en 1742

Un hostigador es un soldado de infantería o caballería ligera, ubicado normalmente a cierta distancia por delante o a los flancos de un cuerpo mayor de tropas amigas. Históricamente estaban equipados con poca o ninguna armadura, para mejorar su movilidad en el campo de batalla, y armas de proyectiles con las que poder enfrentarse al enemigo a distancia. Suelen desplegarse formando una línea de hostigadores, bien para hostigar al enemigo, bien para proteger a las tropas amigas de este tipo de ataques por parte del contrario.

## Historia

### Antigüedad
En la guerra antigua y medieval, los hostigadores eran tropas armadas típicamente con arcos, jabalinas, hondas y, a veces, equipados con escudos ligeros. Dispuestos en una formación abierta y aprovechando su mayor velocidad gracias a ir equipados con poca o ninguna armadura, esta infantería ligera tenía la función de correr al frente de la línea de batalla principal hasta llegar a tener al enemigo al alcance de sus armas, momento en que le disparaban una o más descargas de proyectiles. El objetivo era causar bajas en las unidades enemigas antes de la batalla, rompiendo así temporalmente su formación, y tentar a las unidades enemigas a realizar una carga a destiempo o sin apoyo. De producirse, los hostigadores retrocedían a toda velocidad hasta la línea de batalla propia, que entraba en contacto con el perseguidor con las ventajas de estar descansada y en formación. 
Los hostigadores también podían emplearse con efectividad para rodear a las fuerzas enemigas en ausencia de caballería. Caso de existir hostigadores en el bando contrario, otra de sus funciones era precisamente actuar de pantalla y evitar que estos alcanzaran la línea principal propia. Cuando eran  atacados con proyectiles, su formación más dispersa reducía la cantidad de bajas sufridas.
Una vez finalizada la fase de escaramuzas e iniciada la batalla por parte de las líneas principales de ambos ejércitos, los hostigadores podían participar en esta disparando a las formaciones enemigas, entrando en combate cuerpo a cuerpo con dagas o espadas cortas, o realizando servicios de transporte de municiones o camilleros.
Gracias a su movilidad superior, los hostigadores eran también valiosos en el reconocimiento, especialmente en áreas boscosas o urbanas.

#### Grecia clásica
En la Antigua Grecia, los hostigadores tenían un estatus social bajo. Heródoto, por ejemplo, en su relato de la batalla de Platea en el año 479 a. C., menciona que el ejército espartano constaba de 35.000 hilotas y 5.000 hoplitas, aunque luego no menciona para nada el papel de los hilotas en la batalla. Otros historiadores griegos ni tan siquiera llegan a mencionar a los hilotas. Como resultaba mucho más barato equiparse con armamento ligero que con el equipo completo de un hoplita, el bajo estatus de los hostigadores de la época era un fiel reflejo del estatus social de los segmentos más pobres de la sociedad griega. Adicionalmente, las tácticas de "golpear y correr" propias de los hostigadores contradecían el ideal griego del heroísmo individual.
Sin embargo, los grupos de hostigadores lograron victorias significativas, como la derrota ateniense a manos de los javalineros etolios el año 426 a. C., o, en la misma guerra, la victoria ateniense en la batalla de Esfacteria.

#### Pueblos celtas
Los celtas, en general, no favorecían el uso de armas de proyectiles, y las excepciones apenas hacían uso de ellos como hostigadores. Los britanos, por ejemplo, usaban hondas y jabalinas de forma extensiva, pero solo en asedios, no para hostigar al adversario Del mismo modo, entre los galos se empleaba el arco, pero al defender posiciones estáticas. La falta de hostigadores entre los celtas se dejó sentir muy negativamente durante la invasión gala de los Balcanes del 279 a. C., en la que los invasores celtas se encontraron indefensos frente a las tácticas de hostigamiento etolias.

#### Roma y Cartago
Durante las guerras púnicas, a pesar de la distinta organización de los ejércitos de Roma y Cartago, ambos bandos hicieron un uso extensivo de tropas de hostigadores con el mismo papel: actuar de pantalla de la línea de combate principal, protegiendo a la propia y hostigando a la del contrario.

### América
El papel del hostigador cayó en desuso con la llegada de la pólvora, que tuvo el efecto de aumentar la distancia a la que podían disparar las unidades principales de los ejércitos. Sin embargo, en el continente americano, durante las guerras de los Siete Años y la de la Independencia de los Estados Unidos, se vivió un resurgir de este papel en la batalla gracias al uso del entonces moderno fusil, de mayor alcance y precisión que el mosquete, pesado y de ánima lisa, que era el armamento principal de los ejércitos profesionales de la época.
Muchos de los colonos alistados en ambas guerras sirvieron en milicias; incluso el Ejército Continental estuvo compuesto en su mayoría por estas tropas irregulares. Estas unidades solían cumplir con las funciones tradicionales de los hostigadores, gracias a su mayor movilidad y alcance de fuego. Además, al no estar sometidos al rígido entrenamiento militar de la época, e influenciados por la experiencia de las guerras coloniales contra los nativos, solían disparar a cubierto, en lugar de las formaciones cerradas típicas de los enfrentamientos de la época. Su función en el campo de batalla era, al igual que en su versión clásica, actuar de pantalla de la fuerza principal, hostigando al enemigo con sus disparos, y explorar.

### Guerras Napoleónicas
Durante las Guerras Napoleónicas, los hostigadores (en francés ‘‘voltigeurs’‘) volvieron a desempeñar un papel crucial en las batallas, rompiendo las formaciones cerradas enemigas con sus disparos, y evitando que se hiciera lo mismo a las propias. Al emplear formaciones más abiertas y poder ocultarse y ponerse a cubierto, los hostigadores eran blancos mucho más difíciles de alcanzar para la artillería y las armas ligeras del enemigo. 
Aunque los mosquetes seguían siendo las armas predominantes en la época, el Ejército Británico experimentó con el uso de fusiles, que tenían un mayor alcance y precisión. Como característica de estas guerras, se inició la tendencia a entrenar a formaciones de infantería en tácticas hasta entonces empleadas solo por hostigadores. Cada país formó y entrenó a sus propias unidades de hostigadores. Algunas recibieron caballos para incrementar su movilidad, convirtiéndose en unidades de caballería ligera. Esta usaba sus monturas para desplazarse y solía combatir a pie como hostigadores.

### Guerra Civil Americana
Durante la Guerra de Secesión, se hizo frecuente que las unidades de caballería desmontaran y formaran una línea de hostigadores para retrasar al enemigo cuando avanzaba hacia algún objetivo (por ejemplo, las acciones de la Caballería Federal durante el primer día de la batalla de Gettysburg). Durante esa época, el General John Watts de Peyster, en su tratado New American Tactics, abogó por vez primera por la transformación de las unidades de hostigadores y sus tácticas en la línea de batalla principal, revolucionando la teoría militar de la época.

### Edad Contemporánea
A lo largo del siglo XIX, el concepto del combate en formación fue cayendo en desuso, hasta que la vieja distinción entre hostigadores e infantería pesada desapareció por completo. Las tácticas propias de los hostigadores son hoy parte integral de todas las unidades militares.